# The Power (Snap!)
The Power è un singolo del gruppo musicale tedesco Snap!, pubblicato il 3 gennaio 1990 come primo estratto dal primo album in studio World Power.

## Descrizione
Il brano, che mischia le sonorità dance del periodo a parti rap, è stato scritto da John "Virgo" Garrett III, Durron Butler e Benito Benites e prodotto da Intersong, Fellow, H. Login e Sven Väth.
A seguito di dispute legali riguardanti la parte "rap", il brano venne ripubblicato con un nuovo testo e la voce di Turbo B.
L'aggancio vocale «I've got the power!» è un campionamento preso da Love's Gonna Get You di Jocelyn Brown, mentre la sequenza ritmica è tratta da King of the Beats dei Mantronix. Per lo stacco che precede il ritornello è stato utilizzato un sample di Let the Words Flow di Chill Rob G.
Nel 1996 è uscita una riedizione del singolo in collaborazione con il rapper Einstein. 
Nel 2003 è stata pubblicata una riedizione a cura dei Motivo con il titolo The Power (Of Bhangra) e un nuovo videoclip con la partecipazione del rapper Turbo B.

## Promozione
In Italia, dal 7 aprile 2019, il brano riarrangiato è la colonna sonora degli spot di Repower, regia di Roberto "Saku" Cinardi.
Brano già usato, similmente, per la campagna pubblicitaria inglese I've Got The Power della catena multinazionale B&Q (Block & Quayle), intorno al 2014.

## Successo commerciale
La canzone ha riscosso un grande successo in tutti i paesi nei quali è stata pubblicata ed è risultata tra le più note, insieme a Rhythm Is a Dancer, del gruppo.

## Tracce
12" Maxi (1990)
1. The Power (Full Mix) – 6:00
2. The Power (Switch Mix) – 6:21
3. The Power (Potential Mix) – 5:42

7" Single (1990)
1. The Power – 3:47
2. The Power (Dub) – 5:35

Versione 1996
1. The Power '96 (Silk 7") – 3:53
2. The Power '96 (E=mc2 12") (feat. Einstein) – 6:42
3. The Power '96 (Original Dub 12") – 4:57
4. Ex-Terminator (from the Class 'X) – 5:21

Versione 2003Snap! vs Motivo
1. The Power (Of Bhangra) (Radio Edit) – 3:38
2. The Power (Of Bhangra) (Club Mix) – 5:55
3. The Power (Of Bhangra) (Eric Prydz Remix) – 7:15
4. The Power (Of Bhangra) (Scott Mac Bang-Rah Mix) – 7:03
5. The Power (Of Bhangra) (Extended Mix) – 5:23
6. The Power (Original Version) – 5:43

## Classifiche

### Classifiche settimanali
| Classifica (1990)              | Posizione massima |
| ------------------------------ | ----------------- |
| Australia                      | 13                |
| Austria                        | 3                 |
| Belgio (Fiandre)               | 3                 |
| Canada                         | 16                |
| Europa                         | 1                 |
| Finlandia                      | 3                 |
| Francia                        | 15                |
| Germania                       | 2                 |
| Grecia                         | 1                 |
| Irlanda                        | 5                 |
| Italia                         | 4                 |
| Norvegia                       | 3                 |
| Nuova Zelanda                  | 6                 |
| Paesi Bassi                    | 1                 |
| Regno Unito                    | 1                 |
| Spagna                         | 1                 |
| Stati Uniti                    | 2                 |
| Stati Uniti (dance club)       | 1                 |
| Stati Uniti (dance/electronic) | 1                 |
| Stati Uniti (R&B)              | 4                 |
| Stati Uniti (rap)              | 1                 |
| Svezia                         | 3                 |
| Svizzera                       | 1                 |

### Classifiche di fine anno
| Classifica (1990) | Posizione |
| ----------------- | --------- |
| Austria           | 13        |
| Belgio (Fiandre)  | 27        |
| Germania          | 4         |
| Italia            | 19        |
| Nuova Zelanda     | 9         |
| Paesi Bassi       | 5         |
| Regno Unito       | 10        |
| Spagna            | 3         |
| Stati Uniti       | 26        |
| Svizzera          | 9         |

## Altri utilizzi
Il brano è stato utilizzato per la composizione di colonne sonore di numerosi film e serie tv, fra cui si ricordano almeno:
- 1991 – Hangin' with the Homeboys (I migliori del Bronx)
- 1991 – Hudson Hawk - Il mago del furto
- 1991 – La leggenda del re pescatore (la prima versione non ufficiale di The power del rapper Chill Rob G, non ancora Snap!)
- 1991 – The Perfect Weapon (Arma perfetta)
- 1992 – Trappola in alto mare
- 1995 – Power Rangers - Il film
- 1999 – Three Kings
- 2000 – Le ragazze del Coyote Ugly
- 2003 – Una settimana da Dio
- 2005 – Missione tata
- 2005 – Marock